# Estación de Zarzalejo
Zarzalejo es un estación de ferrocarril situada en el municipio español de Zarzalejo, en la Comunidad de Madrid. Cuenta con servicios de Media Distancia, así como servicios limitados de la línea C-8a de Cercanías Madrid. Cumple también funciones logísticas.

## Situación ferroviaria
La estación se encuentra en el punto kilométrico 056,6 de la línea férrea de ancho ibérico que une Madrid con Hendaya a 979,50 metros de altitud, entre las estaciones de Robledo de Chavela y El Escorial. El tramo es de vía doble y está electrificado. 

## Historia
La estación fue inaugurada el 1 de julio de 1863 con la puesta en marcha del tramo Ávila – El Escorial de la línea radial Madrid-Hendaya. Su explotación inicial quedó a cargo de la Compañía de los Caminos de Hierro del Norte de España quien mantuvo su titularidad hasta que en 1941 fue nacionalizada e integrada en la recién creada RENFE. Desde el 31 de diciembre de 2004 Renfe Operadora explota la línea mientras que Adif es la titular de las instalaciones ferroviarias.

## La estación
Se encuentra en la calle Ferrocarril en un núcleo denominado Zarzalejo La Estación. Cuenta con un edificio para viajeros de dos pisos y planta rectangular construido en piedra y que permanece cerrado al público. Dispone de tres andenes, uno lateral y dos centrales a los que acceden cuatro vías. Los cambios de andén se realizan a nivel. Un refugio ubicado en el andén lateral permiten a los viajeros resguardarse. 

## Servicios ferroviarios

### Media Distancia
En Zarzalejo Renfe presta servicios de Media Distancia gracias a sus trenes regionales. La conexión con mayor frecuencia se realiza gracias a estos últimos entre Madrid y Ávila a razón de cuatro o cinco trenes diarios en ambos sentidos. Por su parte los trenes MD permiten enlazar con León, San Sebastián y Palencia, entre otros.
| Línea MD | Trenes   | Origen/Destino                      |  | Destino/Origen                                               |
| -------- | -------- | ----------------------------------- |  | ------------------------------------------------------------ |
| 16       | MD       | Madrid-Príncipe Pío                 |  | Ávila Valladolid-Campo Grande Palencia Vitoria San Sebastián |
| 13       | MD       | Madrid-Príncipe Pío                 |  | Ávila Salamanca La Alamedilla                                |
| 16       | MD       | Madrid-Príncipe Pío                 |  | Ávila Valladolid-Campo Grande Palencia León                  |
| 51       | Regional | Madrid-Atocha Cercanías El Escorial |  | Ávila                                                        |

### Cercanías
| procedencia/destino                  | < estación         | Línea | estación >  | destino/procedencia |
| ------------------------------------ | ------------------ | ----- | ----------- | ------------------- |
| Santa María de la Alameda-Peguerinos | Robledo de Chavela |       | El Escorial | Guadalajara         |

Desde el 5 de noviembre de 2018 la estación forma parte de la red de Cercanías Madrid, como parte de la línea C-3a hasta 2023, y como parte de la línea C-8a en la actualidad.

## Conexiones

### Autobuses
| Diurnos |                              |                                   |          |
| Línea   | Destino                      | Parada                            | Operador |
| 666     | Las Navas del Marqués        | 15598 Ctra. M533 - Est. Zarzalejo | ALSA     |
| 669A    | Fresnedillas - Navalagamella | 15598 Ctra. M533 - Est. Zarzalejo | ALSA     |
| 666     | San Lorenzo de El Escorial   | 15599 Ctra. M533 - Est. Zarzalejo | ALSA     |
| 669A    | San Lorenzo de El Escorial   | 15599 Ctra. M533 - Est. Zarzalejo | ALSA     |